# Naprepa pulcheria
Naprepa pulcheria is een vlinder uit de familie van de echte spinners (Bombycidae). De wetenschappelijke naam van de soort is voor het eerst geldig gepubliceerd in 1895 door Herbert Druce.